# Arjen Mulder

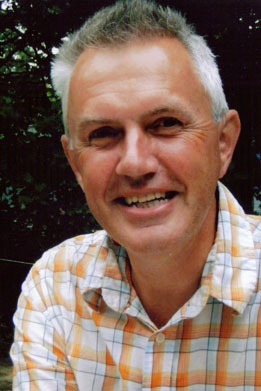
Arjen Mulder

Arjen Mulder (Haarlem, 1955) is een Nederlands schrijver.

## Leven en werk
Mulder is geboren en getogen in Haarlem. Hij studeerde biologie aan de Vrije Universiteit Amsterdam (cum laude afgestudeerd in 1981). Tussen 1984 en 1987 werkte hij als filmrecensent bij het toenmalige dagblad De Waarheid. In 1986 voegde hij zich bij de Stichting ter bevordering van de illegale wetenschap (Bilwet) i.o., waar hij medeauteur werd van Bewegingsleer (1990), Media-archief (1992) en De datadandy (boek op floppy disk, 1995).
Mulder publiceerde een groot aantal essays waaronder Het twintigste-eeuwse lichaam (1996) en Het fotografisch genoegen. Mulders literair-historische essayroman De vrouw voor wie Cesare Pavese zelfmoord pleegde (2004) en zijn bundel Wat is leven? (2014) werden genomineerd voor de AKO-literatuurprijs.
Zijn essays gaan over eigentijdse onderwerpen of tonen een eigentijdse invalshoek op een historisch onderwerp. Ze kenmerken zich door een combinatie van onderzoek en vaak speculatieve interpretaties daarvan. Mulder behandelt een wijd scala aan onderwerpen en zijn aanpak kan als multidisciplinair worden gekarakteriseerd. De belangrijkste disciplines waarvan hij zich bedient zijn biologie, mediatheorie, antropologie en literatuur.
Van 2004 tot 2012 was Mulder deel van de redactie van De Gids, waarin hij al eerder essays publiceerde. Als redacteur stelde hij onder meer themanummers samen over Montaigne, Slauerhoff, Indische schrijvers en verlichte kritiek op Darwins evolutietheorie. Mulders bracht ook een historische roman uit, De derde jongen (2010).
Vanaf begin jaren 90 publiceerde Mulder naast zijn literaire essays ook artikels en verhandelingen over mediatheorie en kunst in een breed scala aan tijdschriften, waaronder Mediamatic, Archis, Metropolis M, De Witte Raaf en De Gids. Hij schreef vier boeken over kunst- en mediatheorie.
Vanaf midden jaren 90 doceerde Mulder mediatheorie aan onder meer de Nederlandse Film en Televisie Academie in Amsterdam, de Academie voor Beeldende Kunsten Sint-Joost in Breda en de Master afdeling van de MaHKU in Utrecht. Van 2013-2020 doceerde hij mediatheorie en semiotiek aan de Koninklijke Academie voor Schone Kunsten van Gent.

## Selectie werken
- De vriendschap van bomen: Heropvoeding van een bioloog (Arbeiderspers, 2024)
- Het leven verklaard  (Nederlandse Academie voor 'Patafysica, 2020)
- Vanuit de plant gezien: Pleidooi voor een plantaardige planeet (Arbeiderspers, 2019)
- Mijn eerste e-reader gevolgd door mijn tweede e-reader (e-boek De Gids, 2017)
- De successtaker, Adrien Turel en de wortels van de creativiteit (Uitgeverij Duizend & Een, 2016)
- Wat is leven? Queeste van een bioloog (Arbeiderspers, 2014)
- Een stuk van mij gaat een paar keer: Over kunst en documentatie (V2_Publishing, 2014)
- Van beeld naar interactie: Betekenis en agency in de kunsten (V2_Publishing, 2010)
- De derde jongen (Arbeiderspers, 2010)
- Dick Raaijmakers Monografie (met Joke Brouwer, V2_Publishing, 2007)
- De vrouw voor wie Cesare Pavese zelfmoord pleegde (Balans, 2004)
- Over mediatheorie: Taal, beeld, geluid, gedrag (V2_Publishing, 2004)
- Levende systemen: Reis naar het einde van het informatietijdperk (Van Gennep, 2002)
- Het fotografisch genoegen: Beeldcultuur in een digitale wereld (Van Gennep, 2000)
- Boek voor de elektronische kunst (met Maaike Post, V2_Publishing, 2000)
- Het twintigste-eeuwse lichaam (Uitgeverij Duizend & Een, 1996)
- Het buitenmediale: Twee essays over het schrift in het tijdperk van de media (Perdu, 1991)

## Prijzen
- AICA Oorkonde 2010 voor Dick Raaijmakers Monografie
- Dr. Wijnaendts Francken-prijs 2018 voor Wat is leven? Queeste van een bioloog